# Ken Patera
Ken Patera (Portland, Oregón, 6 de noviembre de 1942) es un halterófilo, powerlifter y luchador de Estados Unidos. Es hermano del jugador de fútbol americano Jack Patera.

## Carrera en halterofilia
Patera comenzó a competir en halterofilia y powerlifting a fines de los años 1960. Al año siguiente ganó varias medallas incluyendo la medalla de oro en los Juegos Panamericanos, y quedó en segundo puesto en el campeonato mundial de halterofilia de 1971. En 1972 se convirtió en el primer americano en levantar en dos tiempos más de 500 libras (227 kg), y fue un gran contrincante para la leyenda de la halterofilia, el soviético Vasiliy Alekseyev en los juegos olímpicos de 1972. Después de que ese año cambiaran las reglas en la técnica de dos tiempos, Patera se retiró del levantamiento olímpico.
Sus mejores marcas fueron:
- 175 kg en arrancada
- 229.25 kg en dos tiempos

En 1977 Patera salió tercero en la primera competición de El Hombre Más Fuerte Del Mundo, siendo superado por Bruce Wilhelm y Bob Young.

## Carrera como luchador profesional
Patera fue uno de los primeros strongmen en llegar a luchar profesionalmente. Luchó para la WWE, NWA y la AWA entre fines de los años 70 y comienzos de los 80. En su paso por la WWE, Patera peleó contra grandes luchadores como Hulk Hogan, Greg Gagne y Jim Brunzell, incluso luchó muy parejo contra André the Giant, quien le ganó por 2-1. Derrotó a Pat Patterson para convertirse en el segundo Campeón Intercontinental.
Patera se retiró en 1985 y al año siguiente obtuvo una licenciatura en la Universidad de Brigham, pero volvió a la WWE en 1987 y se mantuvo en la lucha profesional hasta bien entrados los años 1990.

## En lucha
- Movimientos de firma
  - Bearhug[2]
  - Lifting spinning full nelson[1]

- Mánager
  - Bobby Heenan[1]
  - The Grand Wizard[1]

## Campeonatos y logros
- American Wrestling Association

- AWA World Tag Team Championship (2 veces) – con Brad Rheingans (1) y Jerry Blackwell (1)

- Cauliflower Alley Club

- Other honoree (1999)

- Continental Wrestling Association

- CWA International Heavyweight Championship (2 veces)

- Georgia Championship Wrestling

- NWA Georgia Heavyweight Championship (1 vez)

- Mid-Atlantic Championship Wrestling

- NWA Mid-Atlantic Heavyweight Championship (2 veces)
- NWA Mid-Atlantic Tag Team Championship (1 vez) – con John Studd

- NWA Big Time Wrestling

- NWA American Heavyweight Championship (1 vez)

- NWA Tri-State

- NWA Tri-State Brass Knuckles Championship (1 vez)
- NWA United States Tag Team Championship (Tri-State version) (1 vez) – con Killer Karl Kox

- Pro Wrestling Illustrated

- PWI Most Hated Wrestler of the Year (1977, 1981)
- Situado en el top # 75 de los 100 mejores equipos de "PWI Years" – con Jerry Blackwell en 2003.

- Southwest Championship Wrestling

- SCW Southwest Brass Knuckles Championship (1 vez)

- St. Louis Wrestling Club

- NWA Missouri Heavyweight Championship (2 veces)

- Universal Wrestling Association
  - UWA Heavyweight Championship (1 vez)[3]

- World Wrestling Federation

- WWF Intercontinental Championship (1 vez)

- Wrestling Observer Newsletter awards

- Match of the Year award in 1980 – vs. Bob Backlund (Texas Death match, 19 de mayo de 1980, Nueva York)